# Jack Wrangler
John Robert Stillman (11 de julio de 1946 - 7 de abril de 2009), más conocido como Jack Wrangler, fue un actor de cine porno tanto gay como heterosexual, e icono del movimiento de liberación LGBT en la década de los 70.
Tras su retirada del cine, se dedicó a producir, escribir y dirigir musicales y obras de teatro.
Estuvo casado con la cantante Margaret Whiting.

## Biografía
Nació en Beverly Hills, California (EE. UU.), hijo de un productor de cine y televisión. A los 9 años, su padre le consiguió su primer papel en la serie televisiva The faith of our children. Continuó formándose en baile e interpretación y estudió arte dramático en la Universidad del Noroeste.
Comenzó su carrera en Los Ángeles como actor, modelo y bailarín, pero tuvo un éxito muy discreto. Su suerte cambió cuando protagoniza la obra de teatro Special Friends, en donde interpretaba a un chapero y realizaba un desnudo integral. El papel le reportó éxito y decidió relanzar su carrera como estríper y gogó.
En 1970 adopta el nombre artístico de Jack Wrangler y comienza su andadura por el cine porno gay con la película Eyes of a strange. Le siguieron títulos que se convertirían en clásicos como Kansas City Trucking Co. (1976), A Night at the Adonis (1978) o Navy Blue (1979). En 1979 probó suerte en la dirección con la película Jocks, en la que también actuaba. Su imagen de hombre masculino y viril, fue un revulsivo para trascender o desmontar clichés o estereotipos fuertemente establecidos, y sirvió para que muchos homosexuales se sintiesen identificados como gay.
Sin embargo, en 1979 decide dar un paso más en su carrera y da el salto al cine porno heterosexual con la película China Sisters. Alternaría ambos géneros, destacando las películas Blue Magic (1981) o The Devil in Miss Jones Part II (1982). Se retiró del porno en 1986 con los títulos Tras la puerta verde. II parte y Rising star.
Coincidiría con la actriz porno Samantha Fox (no confundir con la cantante británica del mismo nombre) con la que formarían una suerte de pareja artística tanto en cine como en espectáculos en directo.

## Vida como productor y director de teatro
En su retirada del porno tuvo mucho que ver su relación y matrimonio con la cantante Margaret Whiting. Se conocieron en 1977, pero se casaron en 1994. Wrangler se dedicó al mundo del teatro del que fue productor, director e incluso dramaturgo, trabajando junto a su esposa en Dream (1997). Otros de sus éxitos el concierto de jazz inspirado en la obra Medianoche en el jardín del bien y del mal en 1999 o el ballet St. Louis Woman en 2003.
Desde 1992 es miembro de la Gay Erotic Video Awards Hall of Fame.
En 2008, su vida fue narrada por Jeffrey Schwarz en un documental titulado Wrangler: Anatomy of an Icon.
Falleció en 2009 a consecuencia de un cáncer de pulmón en Nueva York.